# Pearsonia aristata
Pearsonia aristata là một loài thực vật có hoa trong họ Đậu. Loài này được (Schinz) Dummer miêu tả khoa học đầu tiên.